# Miconia pseudocapsularis
Miconia pseudocapsularis är en tvåhjärtbladig växtart som beskrevs av John Julius Wurdack. Miconia pseudocapsularis ingår i släktet Miconia och familjen Melastomataceae. Inga underarter finns listade i Catalogue of Life.